# W.E.
W.E. también llamada Wallis y Eduardo: El romance del siglo, es una película dirigida y coescrita por Madonna que se estrenó el 3 de febrero de 2012 en Estados Unidos.

## Sinopsis
"Dos historias paralelas, la primera de ellas es la del rey Eduardo VIII, que abdicó para poder casarse con la americana Wallis Simpson. La segunda, ya en nuestros días, es la de una mujer casada, y maltratada por su marido, obsesionada con el personaje de Simpson y que vive un hermoso romance con un hombre culto, refugiado del este, que se gana la vida como guardia de seguridad".

## Reparto
- Annabelle Wallis como Arabella Green.
- Abbie Cornish como Wally Winthrop.
- Natalie Dormer como Elizabeth Bowes-Lyon.
- Andrea Riseborough como Wallis Simpson.
- James D'Arcy como el Rey Eduardo VIII.
- James Fox como Jorge V.
- Katie McGrath como Lady Thelma Furness.
- Laurence Fox como Bertie.
- Oscar Isaac como Evgeni.
- Richard Coyle como William.
- David Harbour como Ernest.

## Producción
En octubre de 2009, el Daily Mail informó que Madonna dirigiría W.E Se desarrolló el guion con el director Alek Keshishian.
Es la segunda película como directora de Madonna.

## Promoción

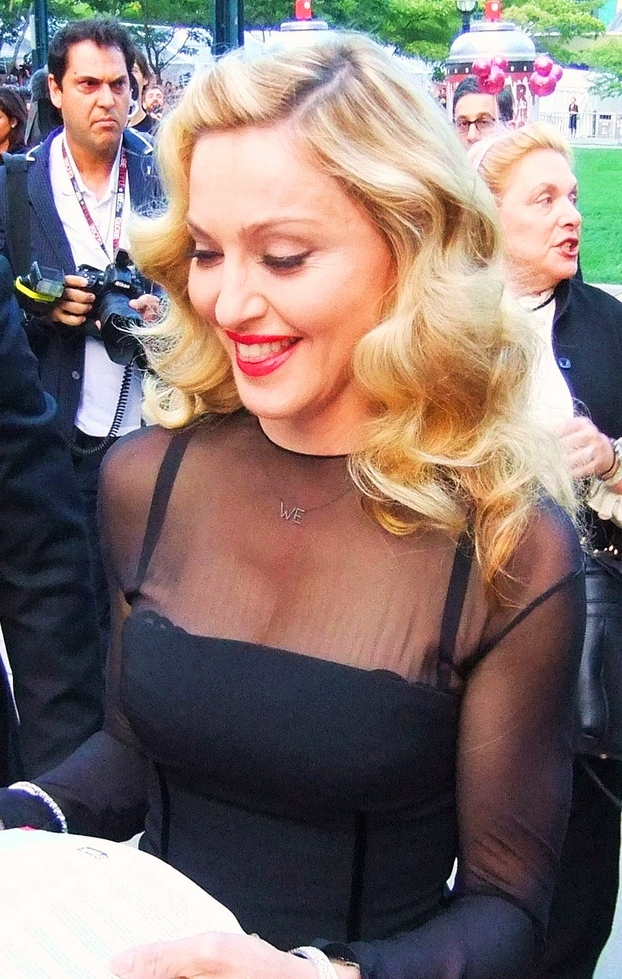
Madonna en el Festival de Toronto.

En febrero de 2011 Madonna llevó a cabo una proyección privada de W.E. en el Festival de Cine de Berlín. The Weinstein Company promovió la película como la primera de Madonna de larga duración como directora, ya que su anterior filme dirigido, Filth and Wisdom, se consideró un cortometraje por su tiempo de ejecución de 81 minutos. 
Madonna esperaba estrenar la película en el Festival de Cine de Cannes, pero no pudo hacerlo, ya que todavía estaba haciendo toques finales a la banda de sonido y hubo tres semanas más de posproducción para completarla antes que estuviera lista para ser proyectada de acuerdo con un público internacional. Un representante del festival de cine dijo que, "Si bien los distribuidores de la película van a asistir al festival, ofrecerá una presentación, para seleccionar los cortes a los compradores en proyecciones privadas en lugar de mostrar la herramienta".
La película se presentó en el festival de cine de Venecia el 1 de septiembre de 2011, en donde asistieron al estreno Madonna junto a los actores principales.
También la presentaron en el Festival Internacional de cine de Toronto ese mismo mes. Las imágenes aparecieron en septiembre de 2011 en la revista Vanity Fair.
El último evento en la que se presentó fue en el Festival de Cine de Londres, el 23 de octubre de 2011, acompañada por todos los actores principales de la película.

## Críticas
En el festival de Venecia y Toronto, W.E. no recibió buenas críticas. Debido a las críticas negativas, The Weinstein Company, quien era la encargada de la distribución, instó a la cantante a solucionar ese problema. Madonna decidió recortar diez minutos del filme y la llevó al Festival de cine de Londres el 23 de octubre.

## Premio(s) y nominaciones
Globo de Oro
| Categoría                   | Receptor          | Resultado |
| --------------------------- | ----------------- | --------- |
| Mejor banda sonora original | Abel Korzeniowski | Nominado  |
| Mejor canción original      | Masterpiece       | Ganadores |